# Roberto Calara Mallari
Roberto Calara Mallari (Masantol, 27 de março de 1958) é um sacerdote católico romano filipino, desde 2012 bispo de San Jose de Nueva Ecija.

## Biografia
Roberto Calara Mallari frequentou o Seminário Menor Madre do Bom Conselho, Del Pilar, San Fernando, e o Seminário Maior San Carlos, Guadalupe, Makati, na arquidiocese de Manila.
Diácono em 15 de março de 1982, ordenado por Dom Gaudencio Borbon Rosales, recebeu o sacerdócio em 27 de novembro de 1982 pelo Arcebispo Oscar Valero Cruz, e incardinado na Arquidiocese de San Fernando.
Depois de um ano como vice-pároco, foi durante vários anos Diretor Espiritual do Seminário Mãe do Bom Conselho da sua arquidiocese. De 1994 a 1997 foi Diretor da Comissão Arquidiocesana para a Família e a Vida. Em 1998 foi nomeado pároco da Ascensão de Nosso Senhor, em San Fernando. Desde 2000 também foi Secretário Executivo da Comissão Episcopal para a Família.
Em 14 de janeiro de 2006, o Papa Bento XVI o nomeou Bispo Auxiliar de San Fernando e Bispo Titular de Erdonia. Foi ordenado bispo em 27 de março de 2006 pelo Cardeal Ricardo Jamin Vidal, na Catedral de San Fernando, auxiliado por Dom Sócrates Buenaventura Villegas, Bispo de Balanga, e Dom Honesto Flores Ongtioco, Bispo de Cubao.
Em 15 de maio de 2012, foi nomeado bispo da diocese de San José de Nueva Ecija.
Após o assassinato do padre Marcelito Paez em 2017, Mallari condenou o crime, pediu justiça e investigação rápida. Paez serviu como padre na Diocese de San Jose antes de se aposentar. Em 2018, Mallari iniciou um treinamento em agricultura orgânica entre os trabalhadores agrícolas e suas famílias na área da Diocese.
Em junho de 2017, ele concordou com a proposta da Agência Filipina de Repressão às Drogas de testar obrigatoriamente professores e alunos para drogas. Mallari disse que a referida proposta evitará que as crianças se envolvam com drogas. Durante o Dia Mundial dos Professores de 2017, ele expressou apoio e gratidão aos professores e disse que seu papel é importante no desenvolvimento dos jovens e os lembrou de sua responsabilidade social.
Ele também expressou sua preocupação com o fechamento em 2019 de 58 escolas Lumad na região de Davao pelo governo filipino porque essas escolas estavam supostamente ligadas à atividade do Novo Exército Popular na área. Ele disse que isso foi uma "falha" do governo em garantir a segurança dos alunos e do sistema educacional da região.
Em outubro de 2019, Mallari rejeitou a ideia de que separar meninas e meninos nas escolas reduziria a gravidez na adolescência e a infecção pelo HIV no país. Isso depois que a Comissão Nacional da Juventude propôs ter salas separadas para meninos e meninas nas escolas para conter os referidos problemas de saúde.
Em 2019, ele disse que o trabalho infantil é um problema desafiador para a Igreja e a sociedade filipina e pediu cooperação para resolver o problema do trabalho infantil no país.
Durante a pandemia de COVID-19 nas Filipinas, Mallari disse em 2020 que a Internet deveria ser maximizada para o aprendizado online dos alunos, embora ele concordasse que nem todos os alunos e suas famílias são capazes desse meio. Mais tarde naquele ano, ele disse que a educação é um dos setores mais "desafiados" durante a pandemia e que as escolas deveriam encontrar maneiras de meios de aprendizagem alternativos se o aprendizado online não fosse possível.

De 2015 a 2021, Mallari atuou como presidente da Comissão Episcopal de Catequese e Educação Católica (ECCCE) da Conferência de Bispos Católicos das Filipinas.